# Dison
Dison (valonă Dizon) este o comună francofonă din regiunea Valonia din Belgia. Comuna este formată din localitățile Dison și Andrimont. Suprafața totală a comunei este de 14,01 km². La 1 ianuarie 2008 comuna avea o populație totală de 14.527 locuitori. 